# ذا بوبل (فلم)
هابوا (بالعبرية:הבועה) (بالإنجليزية:The Bubble) ، هي فيلم إسرائيلي من نوع دراما ، أنتج الفيلم سنة 2006 ، وتتحدث قصة الفيلم عن علاقة الصداقة بين الإسرائيليين والفلسطينيين، كما حازت على عدة جوائز .

## وصلات خارجية
- Official myspace
- مقالات تستعمل روابط فنية بلا صلة مع ويكي بيانات